# 長谷川雄介 (実業家)
長谷川 雄介（はせがわ ゆうすけ、1977年 - ）は、日本の実業家。ヤヱガキグループ（ヤヱガキ酒造、ヤヱガキフード＆システム、ヤヱガキ醗酵技研、ヤヱガキジャパン）代表取締役社長、15代目蔵主。

## 人物・経歴
1977年（昭和52年）生まれ。
立教大学大学院経営学研究科経営学専攻博士課程（前期）修了。
2005年（平成17年）4月、株式会社ディーアンドエムホールディングス入社。海外営業を担当。
2007年（平成19年）7月、同社退社、同年7月、ヤヱガキグループ4社（ヤヱガキ酒造、ヤヱガキフード＆システム、ヤヱガキ醗酵技研、ヤヱガキジャパン）に入社。
2011年（平成23年）11月、同グループ4社取締役経営企画兼海外事業担当就任。
2013年（平成25年）11月、同グループ4社専務取締役就任、2015年（平成27年）11月、同グループ4社副社長就任。
2016年（平成28年）8月、インテグラムヘルスデザイン株式会社代表取締役社長就任、同年11月、同グループ4社代表取締役社長就任。
2017年（平成29年）1月、YAEGAKI Corporation of USA President兼COOに就任。